# Bitcevskij park (stanice metra v Moskvě)
Bitcevskij park je severní konečnou stanicí Butovské linky moskevského metra. Leží v Jihozápadním administrativním okruhu, v rajóně Jaseněvo, na konci Novojaseněvského prospektu.

## Charakter stanice
Bitcevskij park je to podzemní, mělce založená (10 m pod povrchem). Byla otevřena 27. února 2014, je nejmladší ze stanic na celé lince.